# Stanisława Augusta pod Gwiazdą Północną
Stanisława Augusta pod Gwiazdą Północną na wschodzie Warszawy – polska loża wolnomularska, otwarta 8 maja 1788, nazwana na cześć Stanisława Augusta Poniatowskiego.
Powstała w wyniku zmiany nazwy przez lożę Katarzyny pod Gwiazdą Północną. Loża-matka zamknięta w 1792. Prace jej pozostawały w ścisłym związku z akcją polityczną Sejmu Czteroletniego.